# Селиверстовцы
Селиверстовцы — опустевшая деревня в Слободском районе Кировской области в составе Шестаковского сельского поселения.

## География
Находится в северной части района на расстоянии примерно 5 км по прямой на запад-юго-запад от села Лекма.

## История
Известна с 1873 года, когда здесь (починок Кормановский или Силиверстовы) было учтено дворов 8 и жителей 33, в 1905 10 и 46, в 1926 11 и 56, в 1950 10 и 37, в 1989 оставалось 13 постоянных жителей . 

## Население
Постоянное население не было учтено как в 2002 году, так и в 2010.